# Чередоло деј Копи I (Ређо Емилија)
Чередоло деј Копи I је насеље у Италији у округу Ређо Емилија, региону Емилија-Ромања.
Према процени из 2011. у насељу је живело 45 становника. Насеље се налази на надморској висини од 585 м.